# Дальневосточный сельсовет
Дальневосто́чный сельсове́т — сельское поселение в Ромненском районе Амурской области.
Административный центр — село Дальневосточное.
Законом от 22 мая 2020 года № 529-ОЗ упразднён в результате преобразования района в муниципальный округ.

## История
29 ноября 2004 года в соответствии Законом Амурской области № 382-ОЗ муниципальное образование наделено статусом сельского поселения.

## Население
| 2002 | 2010 | 2011 | 2012 | 2013 | 2014 | 2015 |
| ---- | ---- | ---- | ---- | ---- | ---- | ---- |
| 678  | ↘433 | ↘430 | ↘404 | ↘390 | ↘374 | ↘360 |
| 2016 | 2017 | 2018 |      |      |      |      |
| ↘354 | ↘345 | ↘331 |      |      |      |      |

## Состав сельского поселения
| № | Населённый пункт | Тип населённого пункта       | Население |
| - | ---------------- | ---------------------------- | --------- |
| 1 | Григорьевка      | село                         | ↘77       |
| 2 | Дальневосточное  | село, административный центр | ↘250      |
| 3 | Урожайное        | село                         | →4        |